# 約瑟夫·克勞利
約瑟夫·克勞利（英語：Joseph Crowley，1962年3月16日—）是美国的一位政治人物。他於1999～2013年間為紐約州第7選舉區選出的聯邦眾議員。2012年重劃選區後，自2013年開始，他是紐約州第14選舉區選出的聯邦眾議員。他的黨籍是民主黨。克勞利畢業於纽约市立大学皇后学院。在1998年成為國會議員之前，帕拉佐曾經擔任纽约州议会議員。
1998年克勞利當選眾議員後成功連任九屆。他是民主黨內的進步派。2001年九一一襲擊事件之際，克勞利的表兄、紐約市消防局特別行動大隊長約翰·麥可·莫蘭於救災過程中殉職。克勞利遂起草一份法案，旨在替全體因恐攻殉職的先遣急救員頒授九一一英雄榮譽勳章，其亦創設了市區安全倡議（Urban Area Security Initiative），以撥款預防恐怖主義席捲最受威脅的地區。
2018年6月，爭取連任的克勞利在民主黨初選中被左翼進步派的亚历山德里娅·奥卡西奥-科尔特斯击败。克勞利作為民主黨眾議院內第四把交椅，本有力接替南希·佩洛西成為下任民主黨眾議院領袖。

## 外部連結
- C-SPAN內的頁面（英文）

]